# Baskó
Baskó (slovakiska: Baškov) är en ort (by) i provinsen Borsod-Abaúj-Zemplén i nordöstra Ungern. Orten har 155 invånare (2024), på en yta av 29,64 km². Den ligger cirka 48 kilometer nordost om Miskolc.